# Gárdos Miklós (író)
Gárdos Miklós (Hajdúnánás, 1920. október 21. – Budapest, 1998. július 30.) Rózsa Ferenc-díjas újságíró, író, lapszerkesztő, Gárdos Péter filmrendező apja.

## Életpályája
Gárdos József (1893–1945) könyvkereskedő és Klein Vilma (1895–1945) fiaként született. A Debreceni Felső Kereskedelmi Iskolában tanult. Az érettségi megszerzése után a Tiszántúli Független Újság című lap munkatársa lett. A második világháború alatt zsidó származása miatt munkaszolgálatra vitték, azonban átszökött a szovjet hadsereghez és csatlakozott a partizánokhoz. Hamarosan elfogták és koncentrációs táborba deportálták. 1945-ben a bergen-belseni haláltáborból szabadították fel, majd súlyos tüdőbetegséggel a Vöröskereszt egyik hajójával Svédországba vitték rehabilitációra. A következő évben visszatért Magyarországra, s ettől kezdve újságíróként dolgozott. Munkatársa volt az Igaz Szó, a Szabadság, a Világosság, az Esti Budapest, a Magyar Nemzet és a Népszava című lapoknak. 1964-től 1984-ig a Magyarország című hetilap főszerkesztő-helyettese volt, majd nyugalomba vonult.

## Művei
- Földindulás, versek, Debrecen, 1938
- Görög hegyek között, ifjúsági kisregény, 1951
- Akik békénket őrzik, ismeretterjesztő mű, 1951
- Visegrádi utca 20-24. Egy újságíró jegyzetkönyvéből, dokumentumregény, 1952
- Azon az őszön... Krónika a magyarországi partizánharcokról, 1956
- Vacsora a Hotel Germániában, tv-játék, 1958
- Két ősz között, riportregény, 1959
- Szívroham, regény, 1961
- Írás a falon, regény, 1962
- A szocialista országok együttműködése, publ., 1963
- Szívroham, tv-játék [Lévai Bélával], 1964
- Magyarországi hétköznapok, publ., 1964
- A Kennedy-dosszié, publ. [Pálffy Józseffel], 1968
- Tengerész a Várban, történelmi riport, 1969
- Nemzetvesztők. Magyar háborús bűnösök a népbíróság előtt, publ., 1971
- A panoptikum raktára [Hitler és Mussolini életrajza], 1980
- Gyújtogatók, gyilkosok. Háborús bűnösök, 1989
- A bélyeges sereg, 1990
- Magyar királyné a tiranai trónon, 1990

## Díjai, elismerései
- Szocialista Munkáért (1961)[6]
- Munka Érdemrend arany fokozata (1966)[7]
- Rózsa Ferenc-díj (1979)
- Szocialista Magyarországért Érdemrend (1980)[8]
- A Munka Vörös Zászló Érdemrendje (1984)[9]

## Emlékezete
- A háború utáni éveiről szól a Hajnali láz című regény, s a könyvből készült filmdráma.